# Ozyptila theobaldi
Ozyptila theobaldi är en spindelart som beskrevs av Simon 1885. Ozyptila theobaldi ingår i släktet Ozyptila och familjen krabbspindlar. Inga underarter finns listade i Catalogue of Life.